# Аврелий Гермоген
Авре́лий Гермоге́н  (лат. Aurelius Hermogenes) — государственный деятель Римской империи начала IV века.
Между 286 и 305 годом Гермоген занимал должность проконсула провинции Азия. С 30 октября 309 года по 28 октября 310 года он находился на посту префекта города Рима.